# Heinz Lindner
Heinz Lindner (* 17. července 1990 Linec) je rakouský profesionální fotbalový brankář, který chytá za švýcarský klub FC Sion a za rakouský národní tým.

## Klubová kariéra
V Rakousku debutoval v profesionální kopané v klubu Austria Vídeň. Svého debutu se dočkal 13. února 2010, když nastoupil do ligového zápasu proti Kapfenbergeru.

## Reprezentační kariéra
V A-mužstvu Rakouska debutoval 1. 6. 2012 v přátelském utkání v Innsbrucku proti týmu Ukrajiny (výhra 3:2).